# واش‌مرغ دماغه
واش‌مرغ دماغه (نام علمی: Sphenoeacus afer) یک سسک آفریقایی است که در جنوب آفریقا یافت می‌شود.
واش‌مرغ دماغه در گذشته در خانواده سسکان راستین جای می‌گرفت. در خانواده Macrosphenidae، سسک علفی سبیل‌دار (Melocichla mentalis) و واش‌مرغ دماغه گونه‌های خواهر هستند.
دم بلند، نوک تیز و نازک، کلاه بلوطی و راه‌راه‌های چهره نشانه‌های تشخیصی برای واش‌مرغ دماغه هستند. این پرنده بسیار بزرگ‌تر از هر سبدنشین است و پشت رگه‌دار آن و دم نوک تیز آن سردرگمی با سسک علفی سبیل‌دار را برطرف می‌کند.

## پراکندگی و زیستگاه
واش‌مرغ دماغه در جنوب آفریقا در آفریقای جنوبی، لسوتو، موزامبیک و سوازیلند با جمعیتی جداشده در شرق زیمبابوه زادآوری می‌کند. این گونه در خوش‌بوته‌زارهای ساحلی و کوهستانی و علف‌های بلند در دامنه کوه‌ها یا دره‌های رودخانه رایج است.